# ジャージの二人
『ジャージの二人』は、長嶋有の小説。また、同作を原作とした2008年7月19日に公開された日本映画。仕事嫌いの父と無職の息子が夏の北軽井沢の山荘で過ごす、アンチ・スローライフな日々を描いた作品である。
集英社の『すばる』2003年3月号に掲載され、同誌2003年11月号に掲載された「ジャージの三人」と併せて、『ジャージの二人』の題名で集英社から単行本が刊行された。『ジュ・ゲーム・モア・ノン・プリュ』単行本版巻末に掲載された「ジャージの一人」（のち『祝福』に再収録）は、これらの後日譚である。
堺雅人、鮎川誠出演で映画化され、2008年7月19日に公開された。

## 映画

### キャスト
- 僕 - 堺雅人
- 父 - 鮎川誠（シーナ&ザ・ロケッツ）
- 妻 - 水野美紀
- 花ちゃん - 田中あさみ
- 岡田さん - ダンカン
- 遠山さん - 大楠道代

### スタッフ
- 監督・脚本：中村義洋
- 音楽：大橋好規
- 撮影：小松高志
- 編集：大畑英亮
- 美術：露木恵美子
- 美術スペシャル協力：磯見俊裕、鈴木千奈
- 録音：高野泰雄
- 照明：松岡泰彦
- VE：鏡原圭吾
- 助監督：山本透、佐野友秀、瀬尾あき
- 音響効果：西村洋一（東洋音響）
- 音楽プロデューサー：佐々木次彦
- キャスティング：田端利江
- ラインプロデューサー：若林雄介
- 協同プロデューサー：梶本明宏
- ロケ協力：嬬恋村フィルムコミッション、嬬恋村商工会
- プロデューサー：宇田川寧 / 田辺圭吾
- 宣伝協力：集英社
- 制作プロダクション：ダブ
- 製作者：永田勝治、板橋満、沼田宏樹、喜多埜裕明
- 製作委員会メンバー：メディアファクトリー、TBSサービス、スモーク、ザナドゥー、Yahoo! JAPAN

### 主題歌
- 『伝説の2人』 - HALCALI（Epic Records Japan）